# Liste der Monuments historiques in Nully
Die Liste der Monuments historiques in Nully führt die Monuments historiques in der französischen Gemeinde Nully auf.

## Liste der Immobilien
| Bezeichnung                      | Beschreibung            | Standort               | Kennzeichnung | Schutzstatus | Datum | Bild           |
| -------------------------------- | ----------------------- | ---------------------- | ------------- | ------------ | ----- | -------------- |
| Kirche Notre-Dame-en-sa-Nativité | aus dem 12. Jahrhundert | Rue de l’Église (Lage) | PA00079165    | Classé       | 1909  | weitere Bilder |

## Liste der Objekte
| Bezeichnung                                                         | Beschreibung | Standort                                       | Kennzeichnung | Schutzstatus | Datum | Bild |
| ------------------------------------------------------------------- | --- | ---------------------------------------------- | ------------- | ------------ | ----- | ---- |
| Orgel                                                               | Haupteintrag für PM52000961 | in der Kirche Notre-Dame-en-sa-Nativité (Lage) | PM52001500    | Classé       | 1979  |      |
| Instrumentalteil der Orgel                                          | 1865 von Aristide Cavaillé-Coll gebaut | in der Kirche Notre-Dame-en-sa-Nativité (Lage) | PM52000961    | Classé       | 1979  |      |
| Hauptaltar                                                          | Altartisch, Altaraufbau, Tabernakel, Retabel und Wandvertäfelung des Chorraums; Holz, farbig gefasst und vergoldet, 18. Jahrhundert                      | in der Kirche Notre-Dame-en-sa-Nativité (Lage) | PM52000956    | Classé       | 1975  |      |
| Weihwasserbecken                                                    | Gusseisen, 16. Jahrhundert | in der Kirche Notre-Dame-en-sa-Nativité (Lage) | PM52000955    | Classé       | 1908  |      |
| Kanzel                                                              | Holz, 17. Jahrhundert | in der Kirche Notre-Dame-en-sa-Nativité (Lage) | PM52000959    | Classé       | 1975  |      |
| Kirchenfenster                                                      | aus dem 16. Jahrhundert | in der Kirche Notre-Dame-en-sa-Nativité (Lage) | PM52000954    | Classé       | 1909  |      |
| Maria-Rosenkranz-Altar                                              | rechter Seitenaltar; Altartisch, Altaraufbau, Tabernakel, Retabel und Gemälde; Holz, farbig gefasst und vergoldet, Ölfarbe auf Leinwand, 18. Jahrhundert | in der Kirche Notre-Dame-en-sa-Nativité (Lage) | PM52000957    | Classé       | 1975  |      |
| Nikolausaltar                                                       | linker Seitenaltar; Altartisch, Altaraufbau, Tabernakel, Retabel und Gemälde; Holz, farbig gefasst und vergoldet, Ölfarbe auf Leinwand, 18. Jahrhundert  | in der Kirche Notre-Dame-en-sa-Nativité (Lage) | PM52000958    | Classé       | 1975  |      |
| Gemälde Heiliger Sebastian, heilige Katharina und heiliger Antonius | Ölfarbe auf Leinwand, 17. Jahrhundert | in der Kirche Notre-Dame-en-sa-Nativité (Lage) | PM52000960    | Classé       | 1977  |      |